# Allium fedschenkoanum

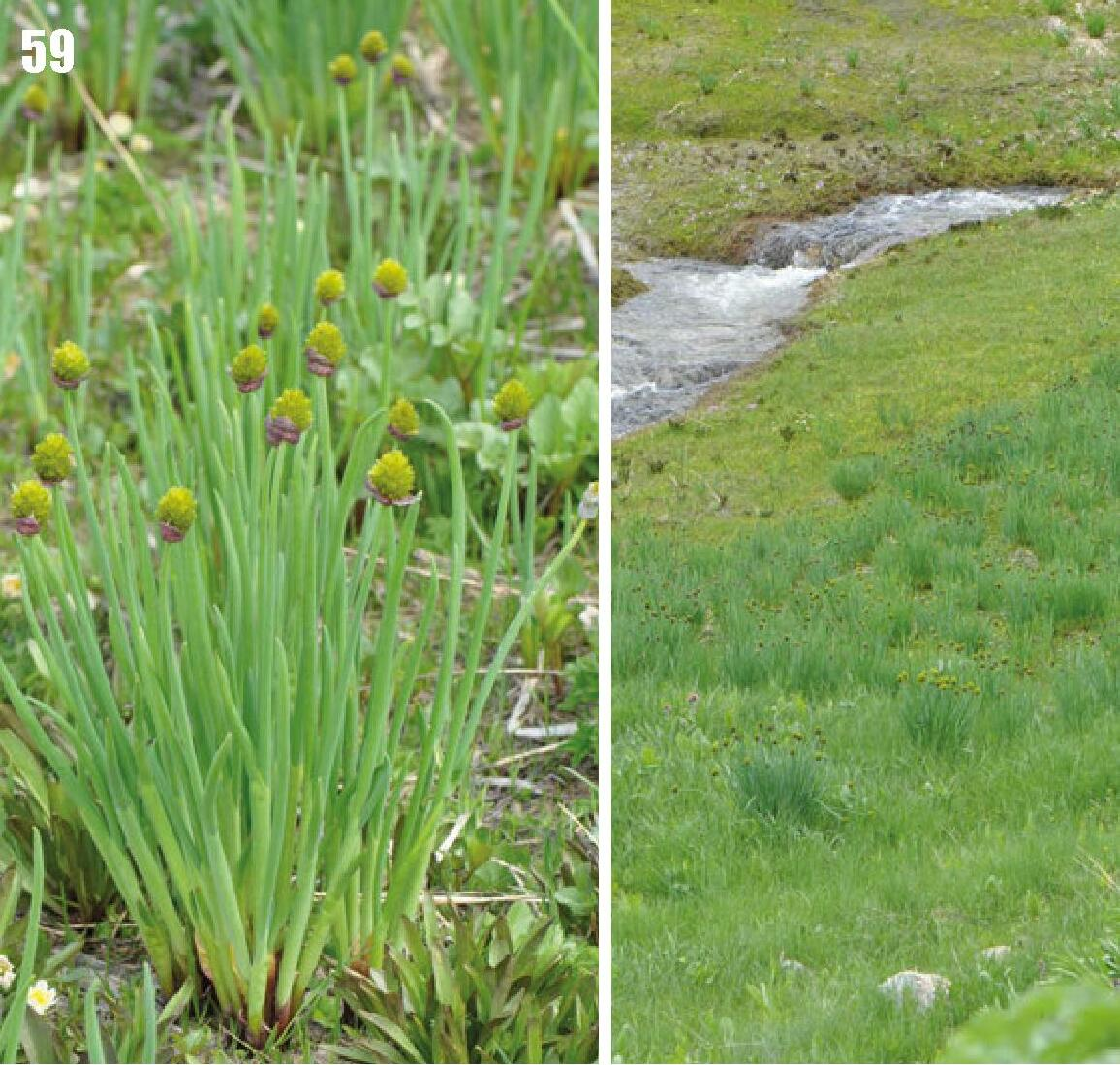
Allium fedschenkoanum al Tadjikistan.

L'Allium fedschenkoanum és una planta d'alta muntanya nativa del Pakistan, Afganistan, el Kazakhstan, Uzbekistan, Kirguizstan, Xinjiang, Xizang (Tibet) i Tadjikistan. Forma bulbs i pot arribar a fer fins a 50 cm d'alçada. Produeix flors grogues disposades en umbel·la.